# ほたる川
ほたる川（ほたるがわ）は、徳島県吉野川市を流れる吉野川水系の河川である。

## 地理
吉野川市山川町（旧麻植郡山川町）に水源があり、同市内を流れ吉野川に合流する。昔はホタルが飛び交っていたが、現在は河川の汚染などが原因でホタルが生息しなくなった。

## 支流
- 麦原谷川
- 古城谷川

## 流域の自治体
徳島県
吉野川市